# Зукко, Райнхольд
Райнхольд Зукко (нем. Reinhold Succo; 29 мая 1837, Гёрлиц — 29 ноября 1897, Бреслау) — немецкий композитор и музыкальный педагог.
Ученик Эдуарда Греля. Вслед за своим наставником сочинял преимущественно духовную музыку — органную и хоровую, ориентируясь в качестве образца на традицию Палестрины. С 1869 г. первый органист новопостроенной церкви Святого Фомы в Берлине — в то время самого большого берлинского храма. Автор ряда статей о музыке в различных периодических изданиях, в том числе развёрнутого исследования об органных концертах Г. Ф. Генделя. Выступил с критикой собрания четырёхголосных хоралов, подготовленного Отто Каде.
С 1874 г. преподавал теоретические дисциплины в Берлинской Высшей школе музыки; среди его учеников, в частности, Эрнст Вендель, Фриц Масбах и Арнольд Мендельсон. С 1888 г. член Прусской академии искусств.